# Rieke Katz
Rieke Katz (* 31. August 1986 in Nagold) ist eine deutsche Jazzsängerin.

## Leben und Wirken
Katz nahm mit 16 Jahren Gesangsunterricht bei Reiner Hiby an der heimatlichen Musikschule Nagold. Dort sang sie auch als Solistin in der Jazz-Combo MS Groove und in der Big Band der Musikschule. 2013 schloss sie ihr Studium an der Hochschule für Musik in Nürnberg mit dem Diplom-Abschluss im Hauptfach Pop- und Jazzgesang ab; dort hatte sie Unterricht bei Fola Dada und Reinette van Zijtveld-Lustig; 2015 schloss sie das Zusatzfach Jazzpiano an der Nürnberger Hochschule für Musik ab.
Mittlerweile in Karlsruhe wohnhaft, ist Katz an der Musikschule Waghäusel-Hambrücken als Dozentin für Stimmbildung und Gesang sowie als Chorleiterin angestellt. Katz ist eine gefragte Solistin im In- und Ausland. Meist tritt sie mit ihrer eigenen Band auf, ist aber auch in kleiner Besetzung mit ihrem Weihnachtsduo und dem Dinnerjazz-Duo Voice Lounge zu erleben.
Ihre Musik baut eine Brücke zwischen Pop und Jazz. Ihr Album That's Me! (2018) nahm Katz in Stockholm bei und mit Andy Pfeiler auf, dem Gitarristen und musikalischen Leiter der Band Nils Landgren Funk Unit. Auf dem Album sind u. a. Saxophonist & Flötist Jonas Wall sowie die Trompeter Joo Kraus und Thomas Siffling zu hören.

## Diskografie
- That's Me!  (Herbie Martin Music 2018; mit Andy Pfeiler, Jonas Wall, Joo Kraus, Thomas Siffling)[2]
- New Start (Herbie Martin Music 2015)
- Draußen fällt der Schnee (Herbie Martin Music 2015; als Sternenkind mit Gabi Kohler)